# Sayoc Kali
Sayoc Kali är en filippinsk kampkonst fokuserad på kamp med och mot kniv och andra eggvapen. Inom Sayoc Kali tränar man huvudsakligen teknik med en eller flera knivar, obeväpnat försvar mot kniv samt olika typer av projektiler och kastvapen.